# Czub-Czuby
Czub-Czuby (ang. The Chubbchubbs!) – amerykański animowany film krótkometrażowy z 2002 roku w reżyserii Erica Armstronga. 

## Nagrody i nominacje
| Nazwa nagrody    | Wygrane                                                      | Nominacje                                                                                        |
| ---------------- | ------------------------------------------------------------ | ------------------------------------------------------------------------------------------------ |
| Oscar            | 2003 Najlepszy krótkometrażowy film animowany Eric Armstrong | 2003 wygrana                                                                                     |
| BAFTA            | 2003 bez rezultatu                                           | 2003 'Najlepszy krótkometrażowy film animowany Eric Armstrong, Jacquie Barnbrook, Jeff Wolverton |
| Złoty Niedźwiedź | 2003 bez rezultatu                                           | 2003 Udział w konkursie na najlepszy film krótkometrażowy Eric Armstrong                         |